# Phutchapong Namsrithan
Phutchapong Namsrithan (thailändisch ภุชพงศ์ นามสีฐาน, * 23. Februar 1999), auch als Benz bekannt, ist ein thailändischer Fußballspieler.

## Karriere
Phutchapong Namsrithan steht seit Anfang 2020 beim Ranong United FC unter Vertrag. Der Verein aus Ranong, einer Stadt in der Provinz Ranong in der Südregion von Thailand, spielte in der zweithöchsten Liga des Landes, der Thai League 2. Sein Zweitligadebüt feierte er am 2. Spieltag (22. Februar 2020) im Spiel gegen Nongbua Pitchaya FC. Hier wurde er in der 69. Minute für Kassiano eingewechselt. Für Ranong bestritt er insgesamt fünf Zweitligaspiele. Im Januar 2021 unterschrieb er einen Vertrag beim |Mahasarakham FC. Mit dem Klub aus Maha Sarakham trat er in der North/Eastern Region an. Bei Mahasarakham stand er bis Jahresende unter Vertrag. Im Dezember 2022 wechselte er für den Rest der Saison zum in der Western Region spielenden Saraburi United FC. Am Ende der Saison feierte er mit dem Verein aus Saraburi die Meisterschaft der Region. In den Aufstiegsspielen zur zweiten Liga konnte man sich jedoch nicht durchsetzen. Ende August 2022 verpflichtete ihn der in der North/Eastern Region spielende Sisaket United FC. Für den Verein aus Sisakt kam er 21-mal in der Liga zum Einsatz. Wo er die Saison 2023/24 spielte, ist unbekannt. Im Sommer 2024 nahm ihn sein ehemaliger Verein Sisaket United wieder unter Vertrag. Mittlerweile spielte der Verein in der zweiten Liga. Hier bestritt er 26 Zweitligaspiele. Nach einer Spielzeit wechselte er Ende Juli 2025 nach Phitsanulok zum Drittligisten Phitsanulok FC.

## Erfolge
Saraburi United FC
- Thai League 3 – West: 2021/22